# Edmond Bartissol
Edmond Bartissol, né le 20 décembre 1841 à Portel (Aude) et mort le 16 août 1916 à Paris, est un homme politique français.

## Biographie

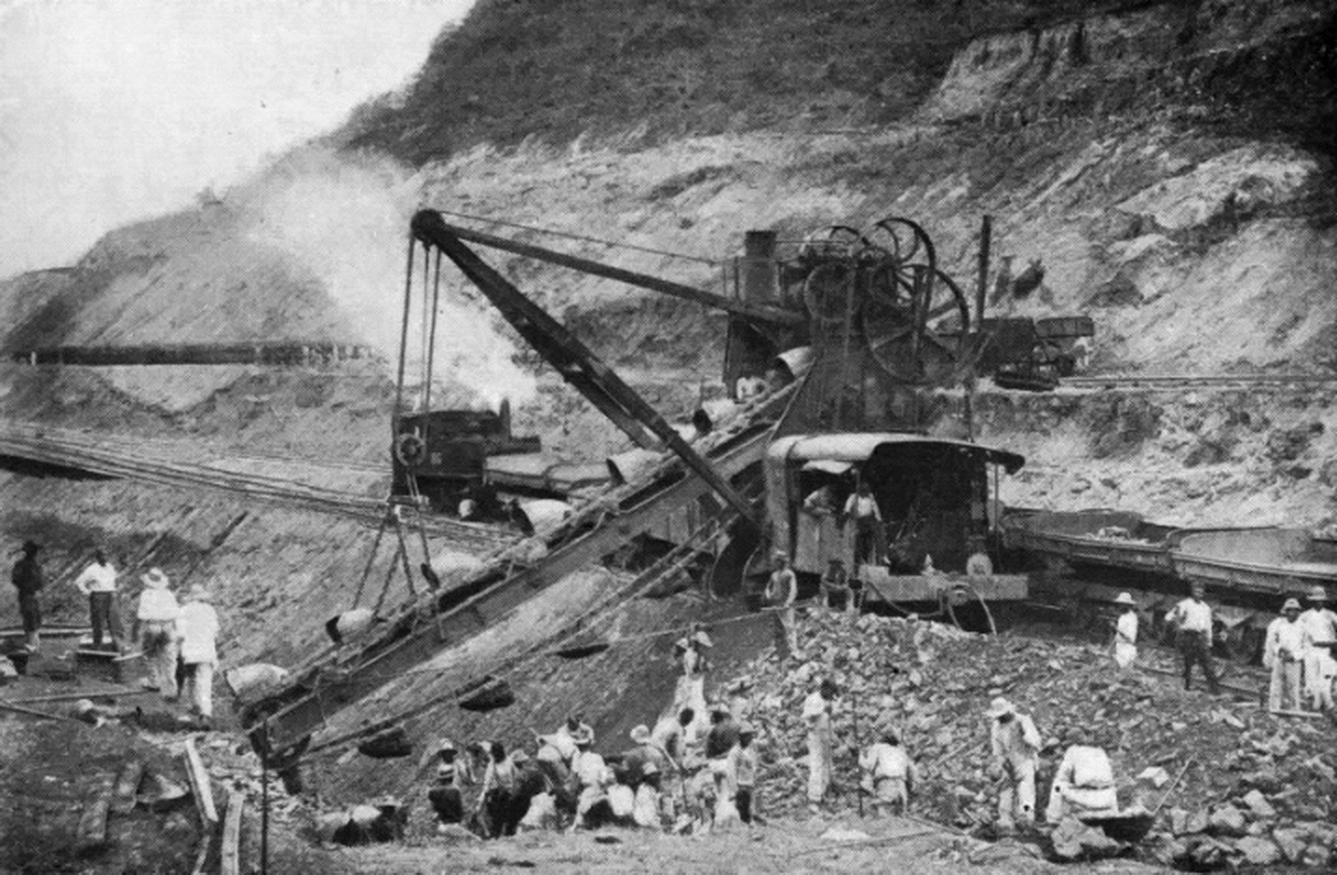
Chantier du canal de Panama en 1896.

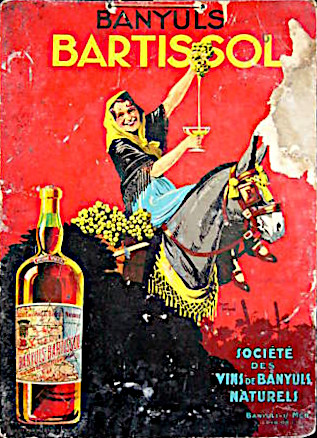

Ingénieur des travaux publics, il participe au percement du canal de Suez en 1866. En 1874, il participe à la construction de chemins de fer en Espagne et au Portugal et à la construction du métro de Lisbonne.
Il est député des Pyrénées-Orientales de 1889 à 1893, siégeant avec les républicains modérés.
Engagé dans différentes affaires à l'étranger, il ne participe pas à la première phase de l'entreprise du canal de Panama patronnée par Ferdinand de Lesseps ; cependant, son associé Jean-Baptiste Dauderni se rend au Panama où il meurt en 1886. Lorsque éclate le scandale de Panama à partir de 1892, Bartissol est à l'abri des soupçons de corruption et gabegie qui pèsent sur l'ancienne direction. En 1893, il fait partie des parlementaires qui s'opposent à la liquidation de la compagnie et défendent les intérêts des 750 000 actionnaires. Il propose de relancer le chantier sur de nouvelles bases : un chemin de fer reliant les deux tronçons réalisés du canal. Il réunit un capital de 60 millions de francs mais sa défaite électorale contre Jules Pams en octobre 1893 l'écarte temporairement du projet. Quand il le reprend en novembre 1893, c'est avec l'idée d'achever le canal coûte que coûte au moyen d'une canalisation souterraine qui permettrait d'évacuer par ruissellement du Río Chagres l'énorme masse de 32 millions de tonnes de déblais. Le procédé avait été proposé quelques années plus tôt par Adolphe Duponchel. Pour rassurer les futurs actionnaires, Bartissol promet d'engager sa propre fortune à la hauteur de 5 millions de francs et sollicite les profiteurs du premier chantier, à commencer par Gustave Eiffel qui s'était fait payer d'avance 25 millions de francs. Eiffel, qui avait été concurrent de Bartissol sur le marché portugais, accepte cette fois de l'appuyer pour apaiser les actionnaires du canal et éviter des poursuites. Mais le liquidateur de l'ancienne compagnie et sa commission d'experts refusent le nouveau procédé d'évacuation des déblais, même quand Bartissol propose de creuser à ses frais une dérivation du Chagres pour en faire l'expérience à petite échelle. Bartissol finit par abandonner le projet et la Compagnie nouvelle du canal de Panama est dissoute en 1898. Bartissol s'en tire sans grave perte financière mais c'est un autre ingénieur français, Philippe Bunau-Varilla, qui, après avoir vainement cherché des capitaux en Russie, finira par les trouver aux États-Unis en 1902 et achever le canal en 1914.
Bartissol se présente  de nouveau à la députation en 1898 dans l'Aude, s'affirmant partisan d'un grand port à Narbonne. Il est élu de justesse, puis invalidé. Devenu maire de Fleury-Mérogis, il retrouve un siège de député des Pyrénées-Orientales de 1902 à 1910, siégeant chez les Républicains progressistes.
En 1904, il créa avec des moyens importants à Banyuls-sur-Mer le vin doux naturel qui porte son nom, le Bartissol.
Financièrement, il a diversifié ses nombreuses affaires en créant diverses sociétés sans jamais créer une holding et en déléguant ses pouvoirs.
Au Brésil, en 1909-1910, il monte une société pour l'agrandissement du port de Pernambouc.

## Distinctions
- Officier de la Légion d'honneur (11 mai 1914).